# Pyrgulopsis
Pyrgulopsis är ett släkte av snäckor. Pyrgulopsis ingår i familjen tusensnäckor.

## Bildgalleri

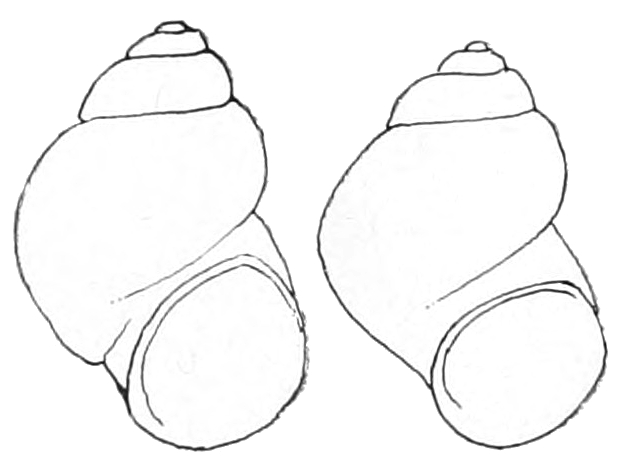
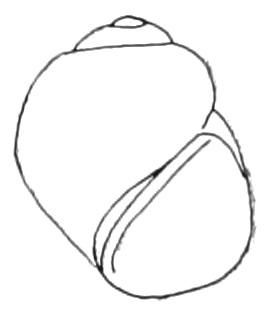

## Dottertaxa tillPyrgulopsis, i alfabetisk ordning[1]
- Pyrgulopsis aardahli
- Pyrgulopsis agarhecta
- Pyrgulopsis amargosae
- Pyrgulopsis archimedis
- Pyrgulopsis arga
- Pyrgulopsis arizonae
- Pyrgulopsis avernalis
- Pyrgulopsis bacchus
- Pyrgulopsis bernardina
- Pyrgulopsis bruneauensis
- Pyrgulopsis bryantwalkeri
- Pyrgulopsis californiensis
- Pyrgulopsis carinifera
- Pyrgulopsis castor
- Pyrgulopsis chupaderae
- Pyrgulopsis conica
- Pyrgulopsis crystalis
- Pyrgulopsis davisi
- Pyrgulopsis deserta
- Pyrgulopsis diablensis
- Pyrgulopsis eremica
- Pyrgulopsis erythropoma
- Pyrgulopsis fairbanksensis
- Pyrgulopsis gibba
- Pyrgulopsis gilae
- Pyrgulopsis giuliani
- Pyrgulopsis glandulosa
- Pyrgulopsis greggi
- Pyrgulopsis halcyon
- Pyrgulopsis hendersoni
- Pyrgulopsis hershleri
- Pyrgulopsis idahoensis
- Pyrgulopsis intermedia
- Pyrgulopsis isolata
- Pyrgulopsis kolobensis
- Pyrgulopsis letsoni
- Pyrgulopsis longae
- Pyrgulopsis longinqua
- Pyrgulopsis lustrica
- Pyrgulopsis merriami
- Pyrgulopsis metcalfi
- Pyrgulopsis micrococcus
- Pyrgulopsis montezumensis
- Pyrgulopsis morrisoni
- Pyrgulopsis nanus
- Pyrgulopsis neomexicana
- Pyrgulopsis nevadensis
- Pyrgulopsis ogmorhaphe
- Pyrgulopsis olivacea
- Pyrgulopsis owensensis
- Pyrgulopsis ozarkensis
- Pyrgulopsis pachyta
- Pyrgulopsis pecosensis
- Pyrgulopsis perturbata
- Pyrgulopsis pilsbryana
- Pyrgulopsis pisteri
- Pyrgulopsis robusta
- Pyrgulopsis roswellensis
- Pyrgulopsis scalariformis
- Pyrgulopsis simplex
- Pyrgulopsis sola
- Pyrgulopsis stearnsiana
- Pyrgulopsis taylori
- Pyrgulopsis thermalis
- Pyrgulopsis thompsoni
- Pyrgulopsis trivialis
- Pyrgulopsis ventricosa
- Pyrgulopsis wongi